# Funcție inversă

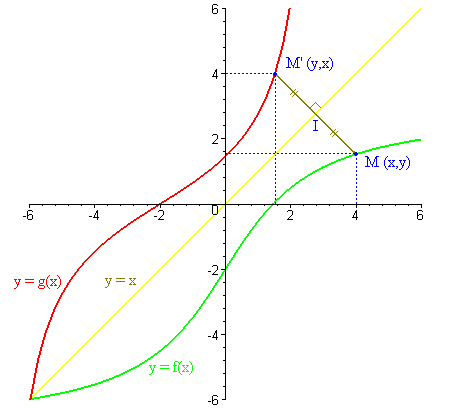
Graficul funcției reale g(x), inversa funcției f(x)

O funcție {\displaystyle f:A\to B} se numește inversabilă dacă și numai dacă există funcția {\displaystyle g:B\to A} astfel încât prin operația compunerii funcțiilor să rezulte funcția identică a mulțimii {\displaystyle A}: {\displaystyle f\circ g=g\circ f=\mathbf {1} _{A}}. Atunci {\displaystyle g:B\to A} se numește inversa funcției {\displaystyle f} și se notează {\displaystyle f^{-1}}. Funcția {\displaystyle f} este inversabilă dacă și numai dacă este bijectivă.

## Proprietăți
- Inversa unei funcții este unică și simetrică față de funcție.
- În cazul funcțiilor reale⁠(d) ({\displaystyle f:\mathbb {R} \to \mathbb {R} }), graficele funcțiilor {\displaystyle f} și {\displaystyle f^{-1}} sunt simetrice față de prima bisectoare, dreapta cu ecuația {\displaystyle y=x}.

## Exemple
- Inversa funcției reale {\displaystyle f(x)=x^{3}} este funcția {\displaystyle g(x)={\sqrt[{3}]{x}}}, pentru că {\displaystyle g(f(x))=x}, oricare ar fi {\displaystyle x\in \mathbb {R} }.